# Drepanosticta antilope
Drepanosticta antilope – gatunek ważki z rodziny Platystictidae.